# Van Hall

Geslachtswapen Van Hall (1856)

Van Hall (ook: Van Noorle van Hall en Teyler van Hall) is een Nederlands geslacht, afkomstig uit Gelderland, maar sinds de 18e eeuw voornamelijk woonachtig te Amsterdam.

## 16e tot en met 18e eeuw
De oorsprong van de familie ligt in Arnhem. In de 16e eeuw woonden daar verschillende Van Halls, die boer, tuinder, bakker of predikant waren. Als oorsprong van de naam wordt gegeven: "Waar kom je vandaan?" Antwoord: "Van Hall" (bij Brummen).
Rond 1570 werd in Malburgen, tussen Arnhem en Huissen een Jan van Hall geboren. Zijn zoon heette Floris Jansz (geboren 1600) en diens zoon heette Allert Florisz. 
Floris Jansz die als stamvader wordt beschouwd, wordt vermeld in 1633 en 1659. Allert Florisz trouwde in 1660 met Naletien Teunissen uit Oosterbeek; ze vestigden zich aan de Klingelbeek, die van Oosterbeek naar de Rijn stroomt. Hun zoon Floris Allertsz werd in 1661 geboren. Hij vestigde zich rond zijn twintigste levensjaar in Leiden en werd warmoezier. Hij trouwde in 1692 met Aaltje de Wilde en overleed in 1709. Op dat moment was zijn zoon Adriaan elf jaar. 
Adriaan werd in 1720 door Johan Aegidius van Egmond van den Nijenburg (1693–1747) gevraagd hem te vergezellen als secretaris op een reis naar de Middellandse Zee en het Midden-Oosten. Ze waren vier jaar onderweg. Door de relatie met Van Egmond veranderde de positie van de familie. Adriaan trouwde met Sara de Keyzer. Hij stierf in 1783 en is begraven in de Groene of Willebrordkerk in Oegstgeest. 
Zijn zoon was Floris Adriaan van Hall (1736–1808). Dit is de oudste Van Hall, waarvan zich een document in het archief van de familie bevindt, namelijk een akte van boedelscheiding uit 1816, die werd opgemaakt, nadat zijn echtgenote, Anna van Noorle, was overleden.
Een zoon van Anna en Floris was Adriaan (1761–1839), die na zijn huwelijk met E.R. Teijler (1758–1785) de naam Teijler aan zijn naam toevoegde, en die zich rond 1780 in Amsterdam vestigde. Een andere zoon was Maurits Cornelis (1768–1858).

## 19e eeuw
Bij Koninklijk Besluit van 1 april 1856 werd minister-president Floris Adriaan baron van Hall (1791-1866) verheven in de Nederlandse adel met de titel van baron bij eerstgeboorte; zijn beide huwelijken bleven kinderloos waardoor met hem dit 'adellijke geslacht' uitstierf. 
In 1911, 1938 en 1975 werd het geslacht opgenomen in het genealogische naslagwerk Nederland's Patriciaat.

## Bekende telgen
- Floris Adriaan van Hall (1736-1808), schout en notaris
  - Maurits Cornelis van Hall (1768-1858), jurist, auteur en politicus
    - Floris Adriaan baron van Hall (1791-1866), staatsman (sinds 1856 baron)
    - Jacob van Hall (1799-1859), rechtsgeleerde
      - Jacob Nicolaas van Hall (1840-1918), letterkundige en politicus
        - Thérèse Elise van Hall (1872-1931), beeldhouwer en schilder

    - Hermannus Christiaan van Hall (1801-1874), plantkundige en agronoom, naar wie het Van Hall Instituut is genoemd.
      - Herman van Hall (1830-1890), plantkundige en conservator van het Rijksherbarium

    - Anne Maurits Cornelis van Hall (1808-1838), jurist; gehuwd met Helena Susanna van Schermbeek
      - Maurits Cornelis van Hall (1836-1900), bankier, advocaat en Eerste Kamerlid
        - Anne Maurits Cornelis van Hall (1865-1911)
          - Frederik Jan van Hall (1899-1945), beeldhouwer, verzetsman
          - Suzy van Hall (1907-1978), balletdanseres en verzetsstrijder

        - Adriaan Floris van Hall (1870-1959), bankier
          - Gijsbert van Hall (1904-1977), burgemeester van Amsterdam
          - Walraven van Hall (1906-1945), financier van het Nederlandse verzet
          - Johan Bernard van Hall (1916-1994), directeur Bibliotheek van het Vredespaleis

      - Floris Adriaan van Hall (1838-1929), heer van Hei- en Boeicop, jurist, kassier en commissionair in effecten

Geslachten die opgenomen zijn in het sinds 1910 verschijnende genealogische naslagwerk Nederland's Patriciaat. Lijst volgens opgave van het CBG Centrum voor familiegeschiedenis.
A · B · C · D · E · F · G · H · I · J · K · L · M · N · O · P · Q · R · S · T · U · V · W · Y · Z